# Крымская дирекция железнодорожных перевозок
Крымская дирекция железнодорожных перевозок — дирекция Приднепровской железной дороги. Дирекция обслуживала Автономную Республику Крым и Севастополь, а до марта 2014 года также и юго-восточную часть Херсонской и юго-западную часть Запорожской области.
На территории дирекции проживает примерно 2’500’000 человек.
Станция места управления — Симферополь. Другие крупные станции — Джанкой, Севастополь, Евпатория-Курорт, Феодосия и Керчь.

## История
Впервые на крымском полуострове железная дорога появилась в 1854—1856 годах между Севастополем и Балаклавой, когда регион в ходе Крымской войны оказался под опекой Великобритании. Железная дорога поставляла грузы из Балаклавской бухты на фронт. Однако в 1856 году, когда Великобритания согласно Парижскому миру вынуждена была отдать Севастополь россиянам, железную дорогу была разобрана англичанами, а рельсы проданы Турции.
Железнодорожное сообщение между Крымским полуостровом и материковой частью Российской империи было открыто только в 1875 году. Построена магнатом П. И. Губониным железная дорога связала Севастополь со станцией Лозовой, которая к тому времени уже была соединена с Харьковом и Москвой. В 1895 году железная дорога была проложена также в Евпаторию и Феодосию. В конце 1880-х —начале 1900-х годов рассматривался также проект строительства железной дороги от Севастополя до Ялты, однако во времена империи он не был воплощен, а в советские времена был признан опасным из-за высокой сейсмичности региона.
15 марта 2014 года, во время аннексии Крыма Россией, административное здание дирекции было захвачено «крымской самообороной» и расположенные на полуострове участки дороги пророссийские власти региона переподчинили себе, создав позднее на их базе предприятие «Крымская железная дорога». Материковые участки вошли в состав Запорожской дирекции.

## Железные дороги
С другими железнодорожными дирекциями связывает:
1. Международная двухколейная электрифицированная железная дорога Симферополь  — Джанкой  — Новоалексеевка  — Мелитополь  — Запорожье  — Харьков  — Белгород  — Москва;
2. Однопутная неэлектрифицированная линия Керчь  — Владиславовка  — Джанкой  — Херсон  — Николаев (далее на Одессу, Западную Украину и Киев);
3. Паром «Крым—Кавказ», который расположен в Керчи, соединяющий Приднепровскую железную дорогу Украины и Северо-Кавказскую железную дорогу РЖД.

Другие железные дороги являются лишь ответвлениями от предыдущих. Наиболее значимыми являются:
- Электрифицированная одноколейная железная дорога Евпатория  — Остряково;
- Электрифицированная одноколейная железная дорога Севастополь  — Симферополь;
- Неэлектрифицированных одноколейная железная дорога Феодосия  — Владиславовка (на участке Керчь  — Джанкой).

## Пассажиропоток
До аннексии Крыма Россией в 2014 году каждое лето пассажиропоток увеличивался в несколько раз, поскольку дирекция обеспечивала деятельность железной дороги в популярном среди туристов курортном регионе  — Крыму. После прекращения с 27 декабря 2014 пассажирского и грузового сообщения с материковой частью Украины железные дороги Крыма начали играть исключительно местное значение, хотя и сохранился грузообмен с СКЖД через Керченскую переправу.

## Граничит с
Граничит с такими дирекциями:
| Название дирекции    | Название железной дороги                | Количество соединений | Участки соединений       | Магистральная линия           |
| -------------------- | --------------------------------------- | --------------------- | ------------------------ | ----------------------------- |
| Запорожская дирекция | Приднепровская железная дорога          | 1                     | Новоалексеевка — Джанкой | Москва-Курская — Севастополь  |
| Херсонская дирекция  | Одесская железная дорога                | 1                     | Джанкой — Херсон         | Джанкой — Николаев            |
| Краснодарский регион | Северо-Кавказская железная дорога (РЖД) | 1                     | Крым — Кавказ            | Керченская паромная переправа |

## Фотогалерея

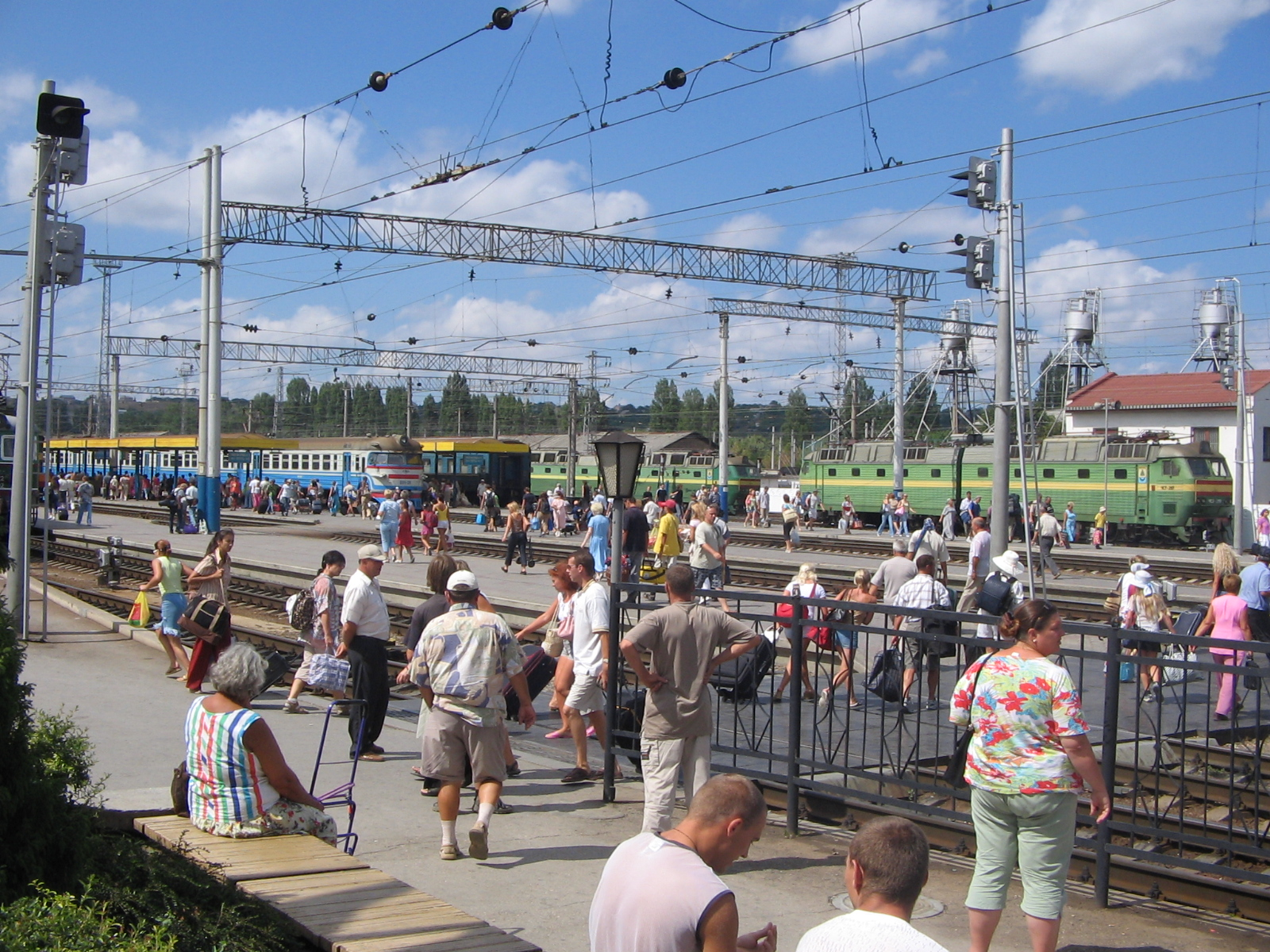
Вокзал города Симферополь
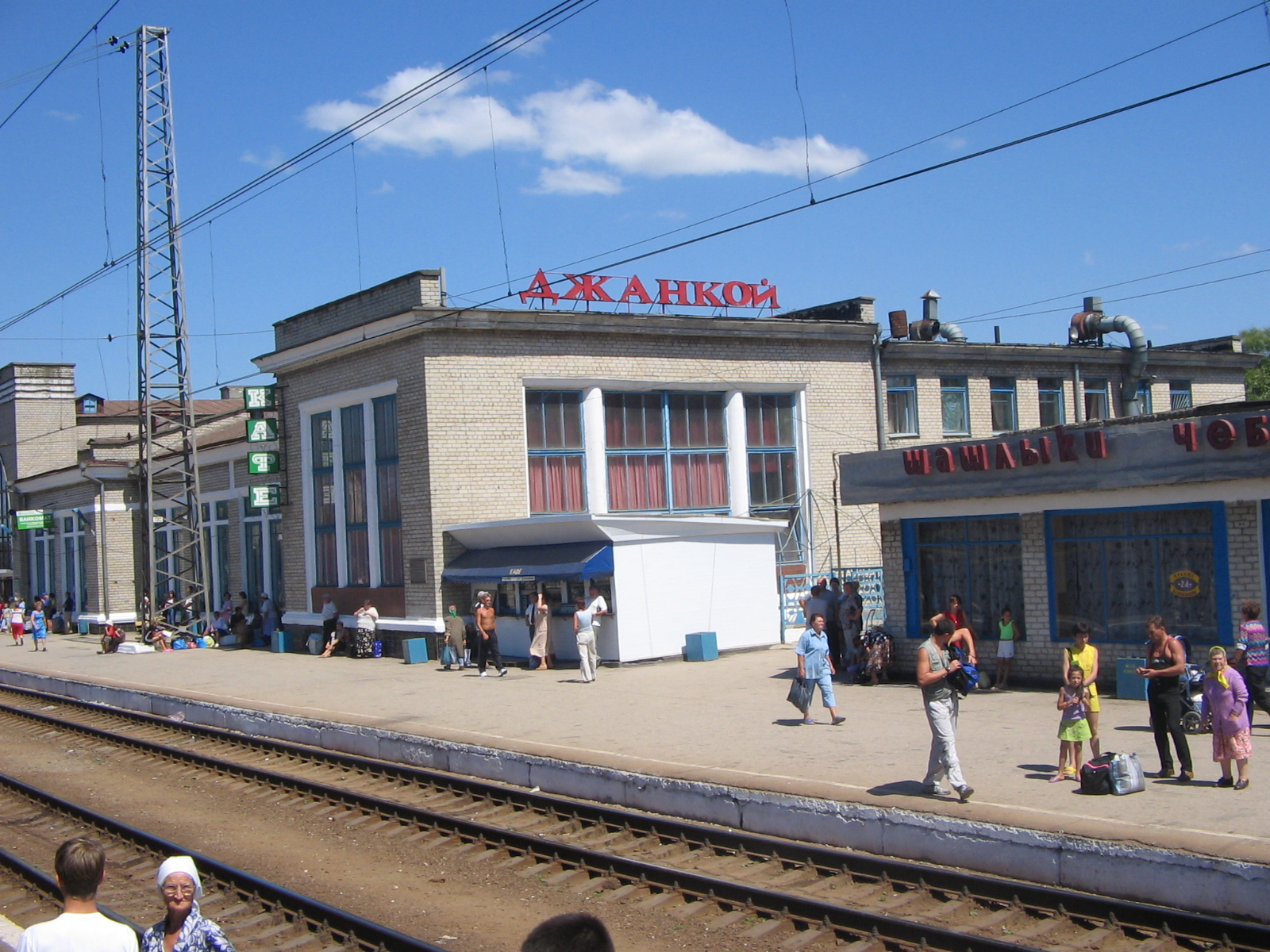
Вокзал города Джанкой